# NGC 467
NGC 467 (również PGC 4736 lub UGC 848) – galaktyka soczewkowata (S0), znajdująca się w gwiazdozbiorze Ryb. Odkrył ją William Herschel 8 października 1785 roku.